# Jurnalul de Botoșani
Jurnalul de Botoșani este un ziar regional din Moldova din România cu sediul în Botoșani.